# Юхарина балка
Юхарина балка — неглибока, але довга і звивиста балка в Балаклавському і Гагарінському районах Севастополя. Її витоки лежать в Балаклавському районі на південний схід від Висоти Гірної, звідки вона спочатку в північно-західному, потім, пройшовши повз міське кладовище, в західному напрямку збігає до злиття з балкою Бермана за один кілометр на північний захід від селища Буря. Далі балка знову повертає на північний захід і продовжує збігати до вершини Камишової бухти.
З 7 вересня 2023 року місцевість передана до Бахчисарайського району Автономної Республіки Крим.
Свою назву балка отримала за ім'ям власника маєтку, що розташовувався на її схилах. Юхарини жили в Севастополі з перших днів заснування міста, багато хто з них служили на Чорноморському флоті.
У районі балки виявлено стародавнє укріплене поселення, яке існувало з елліністичного часу, аж до середньовіччя, ймовірно, до IX століття.
У балці існує однойменний аеродром для малої авіації.